# Лимпиди (Вибо Валенција)
Лимпиди је насеље у Италији у округу Вибо Валенција, региону Калабрија.
Према процени из 2011. у насељу је живело 318 становника. Насеље се налази на надморској висини од 323 м.